# Wölbling
Wölbling – gmina targowa w Austrii, w kraju związkowym Dolna Austria, w powiecie St. Pölten-Land. Według Austriackiego Urzędu Statystycznego liczyła 2 433 mieszkańców (1 stycznia 2014).

## Współpraca
Miejscowość partnerska:
- Bischofswiesen, Niemcy